# Erythrolamprus atraventer
Erythrolamprus atraventer – gatunek węża z rodziny połozowatych (Colubridae).  

## Występowanie
Można go spotkać jedynie w południowo-wschodniej Brazylii w stanach São Paulo i Rio de Janeiro.
Siedlisko tego węża to obrzeża lasów, mokradła oraz obszary leśne i otwarte w lesie atlantyckim.

## Status zagrożenia
Przez Międzynarodową Unię Ochrony Przyrody (IUCN) od 2019 roku klasyfikowany jest jako gatunek najmniejszej troski, wcześniej jako gatunek narażony. Trend liczebności populacji nie jest znany